# Luiz Frias
Luiz Frias de Oliveira (São Paulo, 6 de abril de 1963) é um empresário e banqueiro brasileiro. Preside o conselho de administração do Grupo Folha, com sede em São Paulo e reúne empresas de mídia como Universo Online , Folha de S.Paulo e PagSeguro.
É formado em Economia pela Universidade de São Paulo, com um mestrado da Universidade de Cambridge, na Inglaterra, e da Universidade de Paris, na França. Ingressou no Grupo Folha em junho de 1981, e foi nomeado o diretor executivo da empresa em 1989. Ele foi o presidente do UOL desde que foi fundado. Luiz é filho de Octávio Frias de Oliveira, presidente do Grupo Folha até a sua morte, em 2007, e irmão mais novo de Otavio Frias Filho, editor editorial do Grupo Folha e seu principal jornal Folha de S.Paulo. Tornou-se o principal proprietário do Grupo Folha, depois da morte do irmão, em 2018.